# Armenoamericani
Un armenoamericano è un cittadino statunitense o canadese di origini armene. Secondo il censimento demografico statunitense del 2000, viene indicato che 385.488 persone residenti negli Stati Uniti abbiano ascendenze armene, il censimento canadese del 2001 ha determinato che erano 40.505 le persone di origini armene. Un censimento americano del 1990 indicava che 149.694 persone parlavano la lingua armena in casa. L'ambasciata armena in Canada ha stimato 1 milione di Armeni negli Usa e 100.000 in Canada, stime simili sono state fatte anche dalla Chiesa Armena d'America. Secondo tutte le stime più di metà degli armeni statunitensi vive in California. Altri rapporti indicano stime variabili dai 1.270.000 ai 1.500.000. Secondo i risultati delle ricerche dell'American Survey Community del 2007, sarebbero 446.032 gli americani con discendenze armene.

## Storia
La prima testimonianza dell'arrivo di armeni risale al 1618, quando nella neonata colonia di Jamestown (Virginia) giunse Martin l'armeno, primo pioniere armeno in assoluto ad arrivare negli Stati Uniti. Tra il XVII e il XVIII secolo ci furono alcuni scarsi arrivi di armeni nelle colonie, ma la poca consistenza numerica di essi non portò alla formazione di colonie o ghetti per la loro comunità. Gli armeni furono comunque i primi abitanti transcaucasici a giungere nelle Americhe.

## Distribuzione sul territorio
La California è la regione che ospita la più grande comunità armenoamericana degli Stati Uniti. Il primo armeno arrivato nello stato fu Mardiros Yanikian, noto anche come Normart (che in armeno significa uomo nuovo), il quale si stabilì a Fresno nel 1874. L'immigrato fu riconosciuto come Normart perché - si suppone, appena giunto a Ellis Island avrebbe detto in armeno al commissario dell'immigrazione «Né em mart» (it. "io sono un uomo nuovo"), diventando così Frank Normart.
I primi armeni giunti qui nel 1881 furono perlopiù appartenenti alla famiglia Serobian. Secondo i rapporti delle Hagop Nishigian, nel 1897 gli armeni di Fresno erano 329. Intorno agli anni '20 iniziarono a emigrare dalle zone rurali come Fresno a metropoli come Los Angeles. Entro dieci anni, LA ospitava la più grande comunità armena della California.
La città di Glendale concentra la comunità più vasta, con il 26,2% dei residenti che al censimento dell'US Census del 2000 si sono dichiarati armenoamericani.
In base ai dati di riferimento estrapolati dal censimento della popolazione del 2000 del US Census, le città californiane ospitanti le più grandi comunità armene sono in ordine:
| 1.  | Los Angeles   | 64,997 |
| 2.  | Glendale      | 53,840 |
| 3.  | Burbank       | 8,312  |
| 4.  | Fresno        | 6,024  |
| 5.  | Pasadena      | 4,400  |
| 6.  | Montebello    | 2,736  |
| 7.  | San Francisco | 2,528  |
| 8.  | Altadena      | 2,134  |
| 9.  | San Diego     | 1,839  |
| 10. | La Crescenta  | 1,382  |
| 11. | San Jose      | 1,197  |

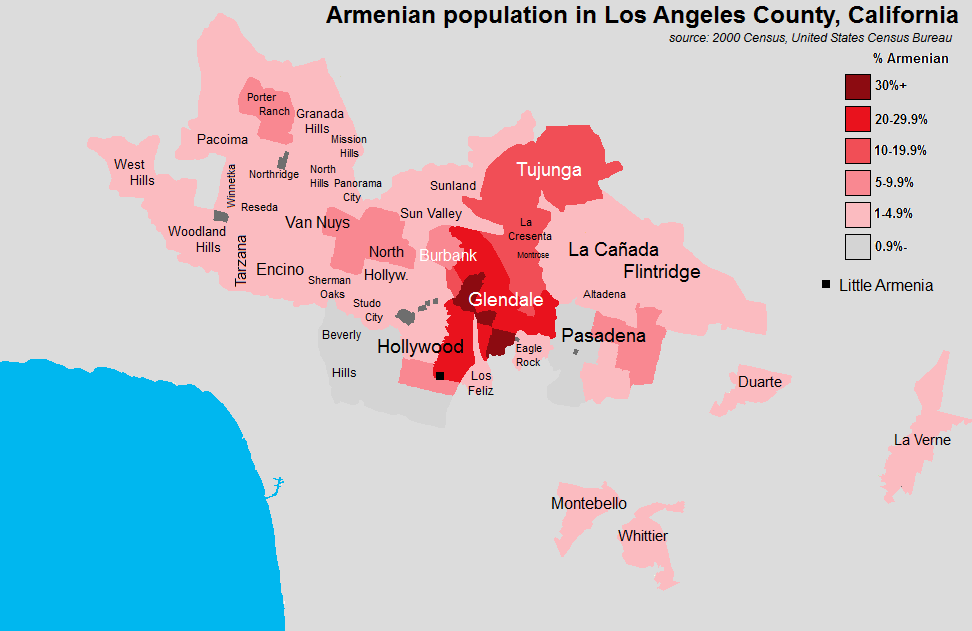
Distribuzione degli armeni nella Contea di Los Angeles, 2000.

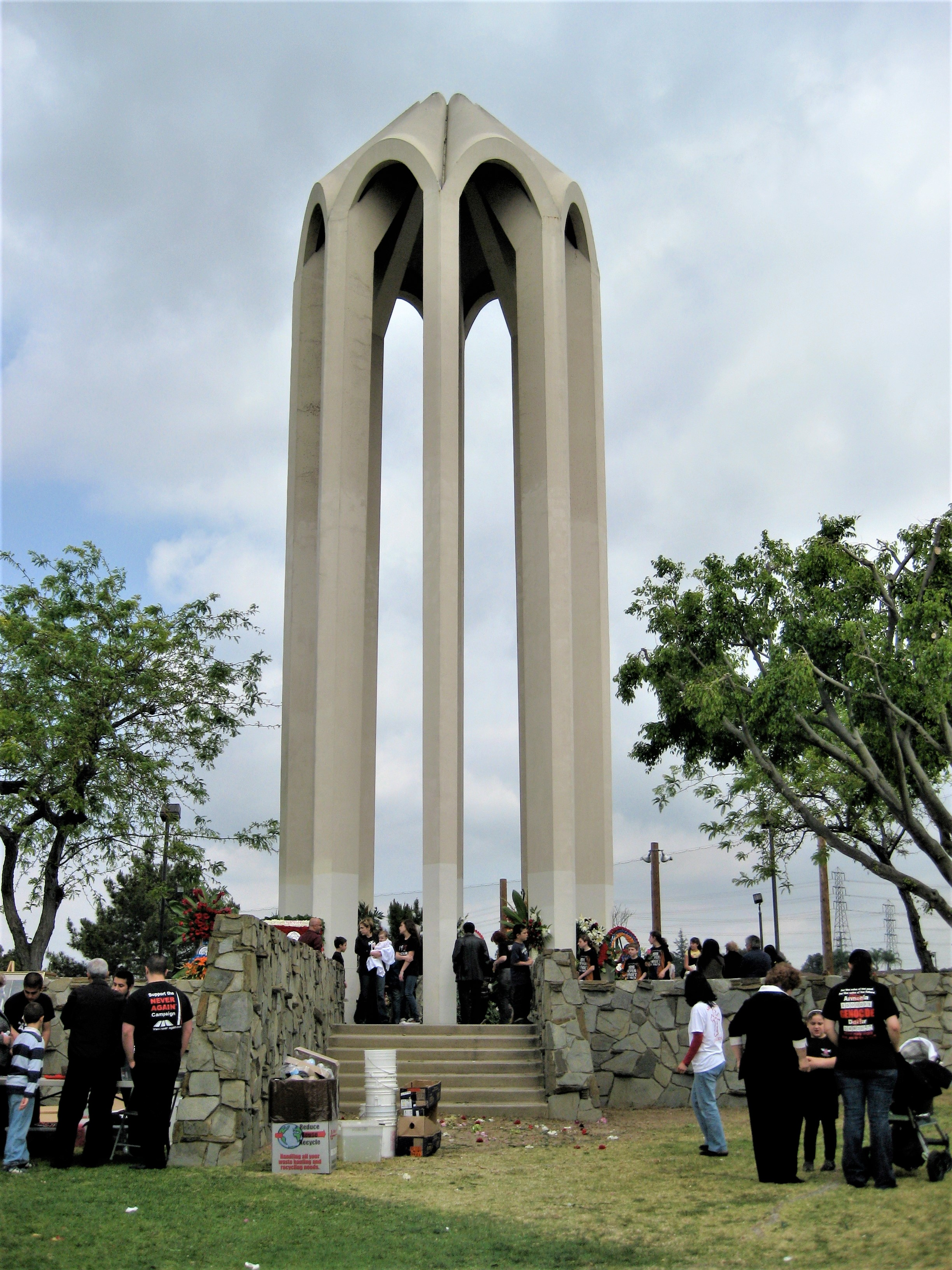
L'Armenian Genocide Memorial a Montebello, eretto nel 1965.

La parte orientale del distretto Hollywood di Los Angeles è stata denominata Little Armenia il 6 ottobre 2000.

## Commemorazioni del genocidio armeno
Il 24 aprile di ogni anno ricorrono nelle città statunitensi, che presentano al loro interno una comunità armena, delle commemorazioni in ricordo del genocidio armeno. Le manifestazioni di più grande spessore si verificano nella zona di Los Angeles.
Secondo l'Armenian National Institute negli Stati Uniti sono presenti 28 monumenti commemorativi in ricordo del genocidio armeno.
Esiste una band Alternative metal chiamata System of a Down di origini armeno-americane che ha realizzato molti pezzi trattanti il genocidio armeno e, in generale, le guerre.